# آزادراه ام۴۰

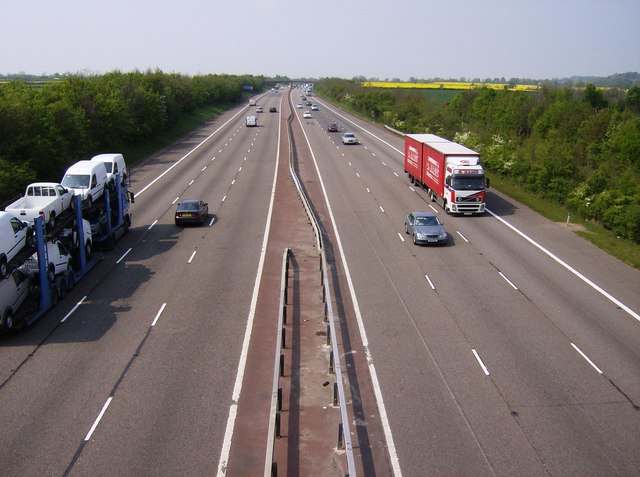
آزادراه ام۴۰

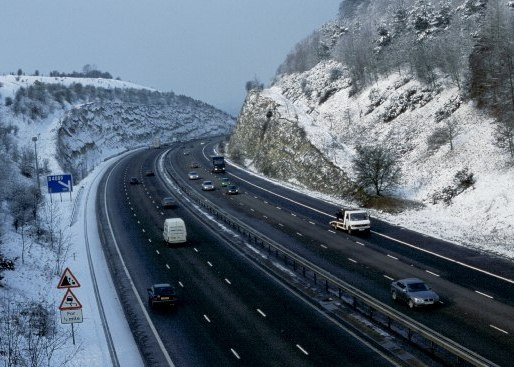

آزادراه ام۴۰ (به انگلیسی: M40 motorway) یک آزادراه در کشور انگلستان است.
این آزادراه که در شهر دنهام، باکینگهام‌شایر شروع میشود و ۱۴۳.۲ کیلومتر (۸۹ مایل) مسافت دارد و از شهرهای اوکسبریج، بیکونزفیلد، های وایکام، آکسفورد، بنبوری، وارویک، رویال لیمینگتون اسپا، استراتفورد و بیرمنگام عبور میکند.